# Plebejus oegidion
Plebejus oegidion är en fjärilsart som beskrevs av Meissn. Plebejus oegidion ingår i släktet Plebejus och familjen juvelvingar. Inga underarter finns listade i Catalogue of Life.